# Tord massot
El tord negre, grívia, grívia negra, tord, tord marí, tord massot, tord roquer o ull de perdiu (Labrus merula) és una espècie de peix de la família dels làbrids i de l'ordre dels perciformes.

## Morfologia
- Els mascles poden assolir els 45 cm de longitud total i els 1.000 g de pes (és el làbrid més gros del Mediterrani).
- Cos alt, ovalat i comprimit.
- El cap és petit: la seua llargària és menor que l'altura màxima del cos.
- La boca és petita amb els llavis molt gruixats.
- Les mandíbules són extensibles.
- Les dents són còniques i fortes.
- L'aleta dorsal és llarga amb la part tova més llarga que alta. L'anal és curta. La caudal presenta una fenedura petita en el centre.
- El seu color depèn de l'hàbitat: pot ésser de color marró, blau fosc, negre, verd oliva o terrós i oliva, sense bandes ni taques blanques.
- Totes les aletes (tret de les pectorals, que són transparents) són vorejades d'un blau molt intens que en èpoques de zel pot ésser un violeta molt intens.
- El ventre és argentat lluent o clar.[3][4]

## Reproducció
És madur sexualment quan arriba als 2 anys i fa entre 15 i 20 cm de llargària. És hermafrodita proterogin: primer és femella i, al cap de quatre anys, esdevé mascle. La reproducció té lloc durant la primavera. Els mascles tenen cura dels ous que es troben adherits a un niu fet d'algues.

## Alimentació
Menja garotes, equinoderms, poliquets, crustacis, cucs i mol·luscs.

## Hàbitat
Viu als litoral rocallosos i a les praderies de Posidonia entre els 2 i els 50 m. Els adults es troben a major fondària.

## Distribució geogràfica
Es troba des de Portugal (incloent-hi les Açores) fins al Marroc. També és present a la Mediterrània (abundant a la mar Adriàtica i a les costes dels Països Catalans).

## Costums
- És un peix territorial i solitari que viu amagat entre les roques.[7]
- Molt sovint és vist, especialment els exemplars més grossos, sent desparasitat per llambregues (Symphodus melanocercus).[6]
- És un animal diürn que s'adapta bé a la captivitat dins d'un aquari.[8]

## Conservació
Apareix com a espècie en «risc mínim» a la Llista Vermella de la UICN.

## Pesca
Es captura amb tremalls, volantí i fusell submarí.

## Observacions
Té una longevitat de 17 anys.